# MGM-52 (ミサイル)
MGM-52 ランス
MGM-52C ランス
- 用途：地対地戦域攻撃
- 分類：短距離弾道ミサイル、核ミサイル
- 製造者：LTV
- 運用者**  アメリカ合衆国（アメリカ陸軍）
  -  イギリス（イギリス陸軍）
  -  イスラエル（イスラエル国防軍）
  -  イタリア
  -  イラン[1]
  -  オランダ
  -  西ドイツ
  -  ベルギー
- 初飛行：1965年3月15日（XMGM-52A）
- 生産数：2,133基[1]
- 生産開始：1971年1月（生産契約）
- 運用開始：1973年9月（在欧米軍配備）
- 退役：1992年6月30日
- 運用状況：退役

MGM-52 ランス（英: Lance）は、熱核弾頭および通常弾頭による火力支援に用いられるアメリカ陸軍の移動式短距離弾道ミサイル・システムである。ランスは、1973年からMGR-1 オネスト・ジョン・システムおよびMGM-29 サージェントの後継を務めたが、冷戦終結後の1992年に速やかに退役した。退役後、余剰となったロケットは、対ミサイル・システムの目標として使用されるために一部廃棄されずに保有され続けた。
ランスは、W70 核弾頭を搭載していたが、W70-3は、戦術使用を考慮した放射線強化弾頭（中性子爆弾）の最初のひとつであった。また、本来の設計では化学兵器弾頭オプションを想定していたが、その開発は1970年に中止された。
通称の「ランス」は、中世の騎士などが用いた騎兵槍のランスのことと思われがちだが、アメリカ先住民族のアメリカ・インディアンの歴戦の戦士だけが槍を持つことを許された伝統に由来する。

## 開発

### ミサイル「B」
アメリカ陸軍は、1950年代後期にミサイル「A」-「D」と呼ばれる一連の新型弾道ミサイルの要求を明確に述べ始めた。ミサイル「A」はMGR-3 リトル・ジョンを、ミサイル「B」はMGR-1 オネスト・ジョンを、ミサイル「C」はMGM-29 サージェントを、そして後にMGM-31 パーシングとなったミサイル「D」はPGM-11 レッドストーンをそれぞれ置き換えるためのものであった。
ミサイル「B」に関する最初の要求仕様は1956年10月15日に確立、1959年3月29日にミサイル「B」の品質に関する開発要求情報（Qualitative Development Requirements Information, QDRI）が公表され、約60の企業・団体が事前調査の要請に応じた。ミサイル「B」プロジェクト事務局は、アメリカ陸軍兵器ミサイル軍（Army Ordnance Missile Command, AOMC）の下に1961年12月11日に確立され、1962年8月1日のアメリカ陸軍ミサイル軍（MICOM）の活動開始とともに設置された最初のプロジェクト管理事務局のうちの1つでもあった。

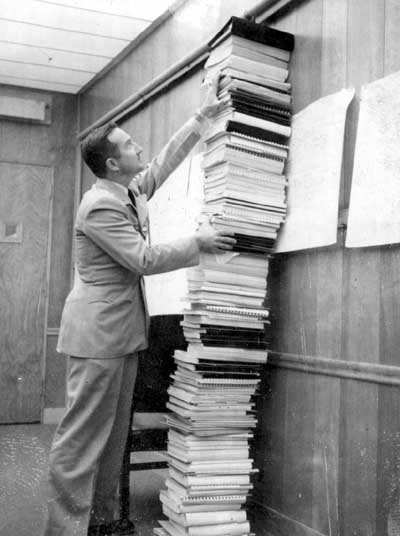
ミサイル「B」の提案書の山

AOMCは更に1962年6月9日、簡易プラットフォーム慣性誘導（Simple Platform Inertial, SPI）と既にミサイル「A」の実験で効果をある程度立証できているDCAM（後述）の2つの技術的なコンセプト提案を求めた。これに応じた8社の中から1962年8月1日に60日間の計画立案策定に2社が選定され、MICOMは8月20日にこれら2社に契約を与えた。ミシガン陸軍ミサイル工場（Michigan Army Missile Plant, MAMP）のクライスラー社とテキサス州ダラスのリング・テムコ・ボート社（LTV）である。60日後の1962年10月19日に2社から総合開発計画提案が提出され、その10日後にアメリカ陸軍の推薦が国防総省に提出された。1962年11月1日、AOMCは、LTVをミサイル「B」開発のための主契約者として発表し、MAMPをLTVの開発チームの研究用地として選定した。また。LTVは、1963年1月11日にMICOMから契約書を受領し、正式にランス開発が始まった。アメリカ陸軍とLTVの契約は、5ヶ年7,500万USドルのCPIF（cost-plus-incentive-fee、必要経費および予定報酬料金）契約だった。これは研究開発のすべての段階をカバーする当時としてはユニークなもので、このとき陸軍の兵器システム開発に初めて適用された。

### 開発初期
ミサイル「B」の仕様は、開発開始時点では1958年8月19日の大陸軍司令部（CONARC、Continental Army Command）からのQMR（Qualitative Materiel Requirements、軍需品質要求仕様）に対する1961年7月5日の承認に基づき、1,000lb（450kg）のペイロードを持ち、核弾頭、通常弾頭または化学兵器弾頭を搭載可能とし、75kmの射程を持つことを要求されていた。精度は、ミサイルの単価を安く抑えるために約8km（5mi）と粗めに設定されていた。
1962年11月26日にアメリカ合衆国陸軍省は公式にミサイル「B」の名称を「ランス」に変更し、1963年6月に、新たに定められた命名規則に基づき制式名MGM-52を割り当てた。また、LTVは、ランスの開発にあたってエンジニアリング・モデル（EM）、生産へ移行するためのタクティカル・プロトタイプ（TP）および量産のためのプロダクション・モデル（PM）の開発段階ごとに3つの構成のミサイルを計画していた。
1963年9月に、LWL（Lightweight Launcher、軽量発射機）の要求仕様は、牽引式から自走式に変更された。カナダ政府はLWLの開発の一端（175万ドル相当）を担うことに同意し、カナダのトロントにあったホーカー・シドレーと下請契約が結ばれた。LWLは、M113装甲兵員輸送車をベースとしたM667 ミサイル・キャリアーとなった。
ロケット・モーターはロケットダインによって製造されたが、その開発は大きな困難を伴い、開発の初期から後期に至るまで様々なトラブルが発生し、大幅な開発の遅延を招いた。このため、最初のLTVの開発契約から配備が承認されるまで10年近い期間を要することとなった。
1964年4月までに推進システムの開発が困難であることが判明し、ロケット・モーターに関する深刻な問題を解決するために、ロケットダインを下請けに置くことになった。ロケットダインの開発チームは技術上および管理上の問題を確認し、ブースター比推力、エンジン名目推力およびミサイル動力飛行時間を減らすことで是正措置をとったが、その一方で縮小されたエンジン性能を補うためにミサイルの全長を延長し、重量を増やさなければならなかった。開発への影響は、少なくとも6ヶ月の期間と3,000万ドルもの費用に達したが、ロケット・モーターの試験は1965年1月16日に初めて成功した。1966年3月にLTVとの契約が更新され、新しい費用と予定報酬が定められたが、費用超過と計画遅延により最初の契約の報酬分を帳消しにしてしまっていた。

### XMGM-52A

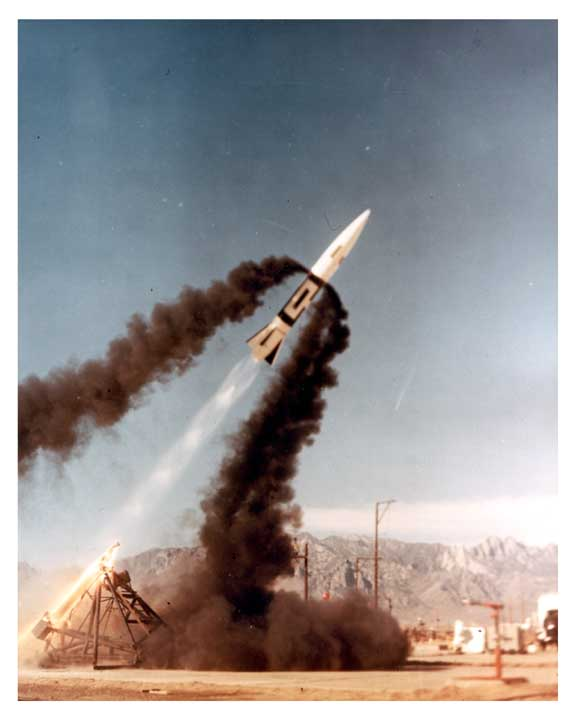
XMGM-52Aの試射。ホワイトサンズ・ミサイル射場、1965年3月15日

EMミサイル（XMGM-52A）の最初の飛行試験は、1965年3月15日に実施され、その際にランスは遠地点で125kt（約60m/s）の強烈な横風を経験しながらも成功を収めた。この飛行によってランスのDCAM補償理論は実証されたのである。DCAM誘導原理の確認を含む試験は1966年10月3日まで続き、6回のEM試験が繰り返された。その翌月に限定生産（LP）への推挙が陸軍省に提出され、1967年6月15日に17セットの地上支援装備（Ground Support Equipment, GSE）のLP獲得が認可された。
TPミサイル（XMGM-52A）の飛行試験は1967年前半に始まり、当時アメリカの管轄地であったパナマのパナマ運河地帯での熱帯地域における運用試験や、C-130輸送機からの空中投下後の地上機動性試験など様々な試験が実施されたが、1967年4月28日、同年6月とTPミサイルの爆発が相次ぎ、1967年10月20日のTP-16試験で発射20秒後に通算5度目の爆発を起こしたとき、試験プログラムは一時中断した。失敗の根本的原因を見つけるために新しい診断アプローチが開発され、最も可能性のある原因に絞り込まれ、不具合の再現性が確かめられた。改善作業は再現性の確認後から実施され、この失敗の根本的原因は1968年5月13日に確認された。 改善は、酸素量の多い燃焼ガスが、熱を持った燃料量の多い固体推進剤ガス・ジェネレーターの燃焼ガスと混ざらないようにする適切なSOS（Seal to Spring）で実現された。新しい燃料系による飛行は、1968年8月30日に成功し、1969年3月までに更に4基の試験飛行でその改善が保証された。しかし、これらの試験が続けられている間、XRL構成（後述）のランスだけが配備されることが1967年12月15日に決定された。

### XMGM-52B

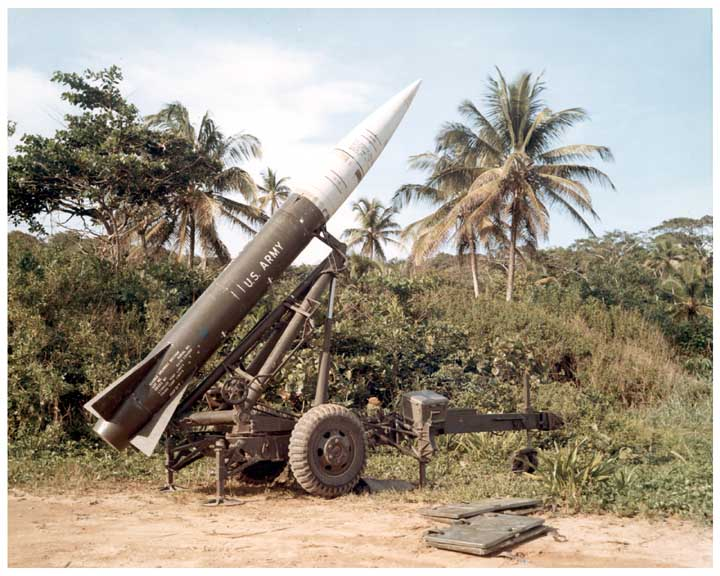
XMGM-52B。1967年頃

1965年4月に、より高性能のロケット・モーター、より大きなミサイル・フィンを用い、弾頭部からバラストを取り外すことによって、ランスの射程を約125kmに大幅に延伸できることが研究によって示された。改修されたミサイルは射程延長型ランス（Extended Range Lance, XRL）と呼ばれ、ミサイル「B」および「C」の要求を同時に満たしていた。2基のXRL試験機が1966年9月にデモンストレーションを実施し、射程延長の実現性が証明された。陸軍省は、1967年3月にXRLの開発を承認し、XRLはMGM-52Bに指定された。
XMGM-52B XRLミサイルの初飛行は1969年5月13日にあり、いったんは成功を収めたが、1969年7月11日に、XRLのロケット・モーターが不安定な燃焼を起こして故障してしまった。再び故障診断と故障分離が実施され、問題を解決したことが1969年10月24日に示された。その翌年の1970年3月6日には要求を満たす125kmの射程と3.5miの精度を示すことができ、1970年9月10日に75基のミサイルの製造がLPに推されたものの、化学兵器弾頭の飛行はキャンセルされた。
核弾頭を装備したXMGM-52Bの最初のエンジニアリング・テスト/サービス・テスト (ET/ST）は、1971年8月13日に実施されたが、失敗に終わった（しかも、その日は金曜日だった）。原因は、核弾頭に起因するミサイルの動力停止であった。改善作業は2基目の核弾頭ミサイルの飛行試験が実施された1971年11月30日まで続いたが、この試験も失敗してしまった。これらの失敗により、核弾頭回路の大幅な再設計が必要となり、この後更に12基のミサイルと9ヵ月の期間が再設計を保証するために費やされることとなった。

### 生産承認
生産確認IPRが1972年5月9日に開かれ、ET/STの結果に基づいてランス・ミサイルをスタンダードA（Type Classification Standard "A", TC-STD-A）に指定、核弾頭LP生産量の拡大も推挙された。その後の1973年4月16日のIPRで核弾頭もTC-STD-Aに指定され、ようやく配備できる段階にまでたどり着いた。計画されていた化学兵器弾頭および通常弾頭は既にキャンセルされていたため、配備初期のすべてのランスはW70 可変核出力熱核弾頭（核出力 1-100kt）を装備していた。XMGM-52Bの試験が若干再設計されながら続けられている間に、すべての改善を反映したランスの最終的な生産構成は、MGM-52Cに指定された。

### 通常弾頭開発

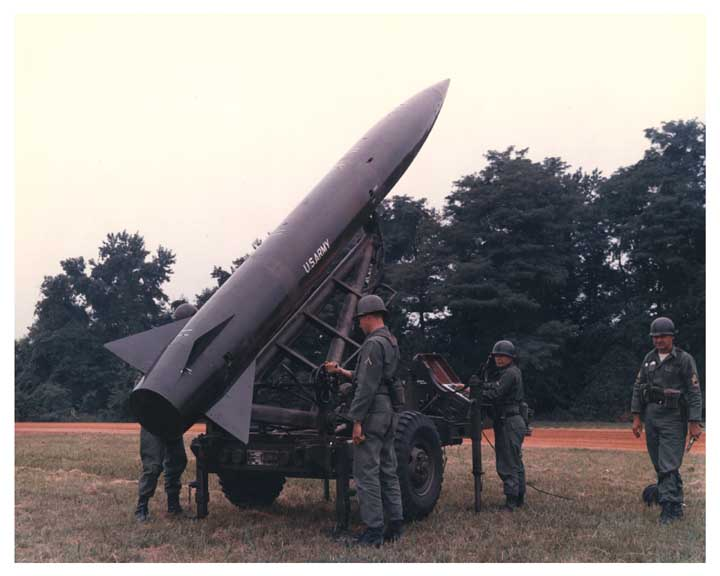
XMGM-52A

非核弾頭プログラムは、XM41 小型爆弾の不発率の高さに起因する継続的な問題のために遅々として進まなかったため、1969会計年度の後半に標準的なM40 小型爆弾をランスに用いる方策が模索されたが、アメリカ議会は非核弾頭の調達に関する全ての資金を1971年11月にキャンセルした。
その後、資金の調達が可能になったため、非核弾頭開発の再開が1973年1月に認可され、1974年4月までにM40 小型爆弾を用いるXM251 非核弾頭の10回にわたる飛行試験を実施したが、XM811E5 主信管の再設計と再試験が必要と判断され、3ヶ月開発が遅れることとなった。1976年に、MGM-52Cの非核弾頭部の製造が承認され、同年10月から製造が開始された。非核弾頭はM251と呼ばれるクラスター弾による弾頭であり、M251 弾頭は1978年にアメリカ陸軍で運用が開始された。通常兵器型のランス・ミサイルはいくつかの種類の弾頭とともにNATO加盟国などで運用された。

## 特徴

### 弾体

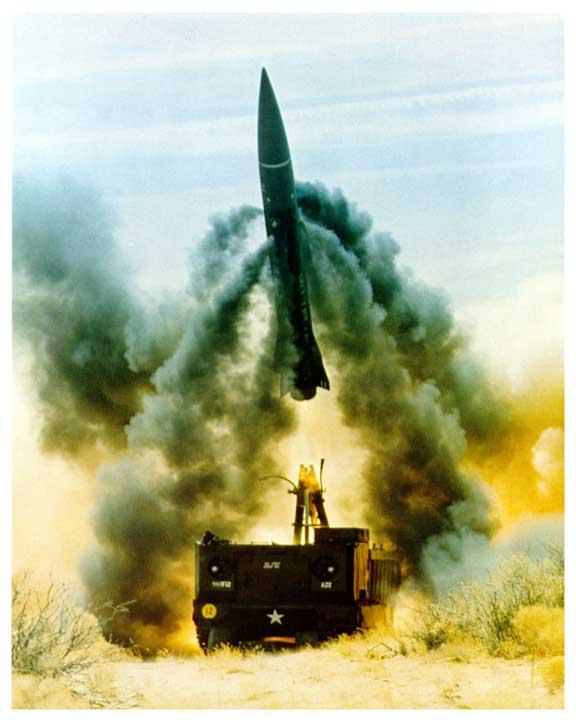
MGM-52Cの発射。弾体側面から特徴的な黒煙を吐く

ランスは、貯蔵可能液体推進剤を用いた新型可変推力デュアル・スラスト液体燃料ロケット・モーターを搭載していた。また、ランスは発射の直後に特徴的な黒煙を生じる、4基のスピン・モーターを使用していた。ランスは、1,500mの距離まで加速する高推力ブースターで発射され、その後可変推力サステナーによる弾道維持飛行に移行する。
誘導には、1961年5月にウィリアム・C・マコークル博士とレッドストーン兵器廠にあったOML（Ordnance Missile Laboratories）のR・G・コナードによって発明されたDCAM（Directional Control Automatic Meteorological）補償原理を用いたAN/DJW-48完全内蔵慣性システムを用いていた。同システムは、加速段階の方向をブースターへの二次噴射を指令するジャイロスコープで制御し、また、ミサイルの加速を絶えずモニターし、ブースターの停止と可変推力サステナーを加速度計で制御した。このシステムでは、推力をミサイルの空気抵抗に等しくして予定された弾道にミサイルを保つために正確な推力量を提供することで、いかなる大気条件の変化や障害に対してもそれを補償した。
ランスは従前のMGM-29 サージェントと比較して、運用および維持がはるかに簡単だった。ミサイルは遅滞なく即応時間15分未満で発射されることができ、そのコンパクトなサイズのため、より多くのミサイルを1つの部隊で移動させることができた。

### 放射線強化型熱核弾頭

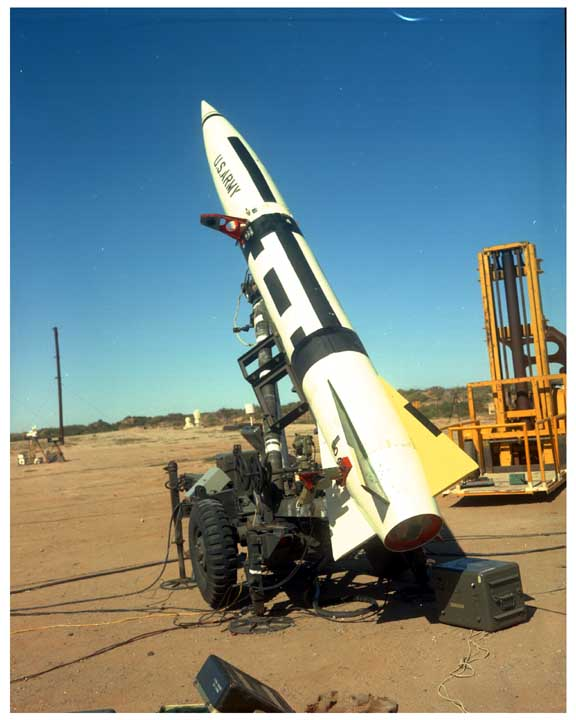
XMGM-52B

1977年には、W70 核弾頭の派生型であるW70 Mod 3（W70-3）を生産する準備ができていた。W70 Mod 3は、ER（Enhanced Radiation、放射線強化）弾頭であり、一定の範囲の中で人間の中枢神経系を攻撃する高レベルの中性子線を大量に発するように設計されていた。いわゆる中性子爆弾である。中性子線は、通常の核爆弾で発する放射線と違い、鉛を含む遮蔽物や鋼板装甲がほとんど役に立たないため、遮蔽物の陰や装甲戦闘車両の中にいる敵兵を殺傷することを目的としていた。また、民間施設やインフラへの損害を減らすために通常の熱核弾頭より爆風と熱による破壊力が小さくされていた。
アメリカ政府は、ランスの放射線強化型熱核弾頭がドイツ連邦共和国（西ドイツ）の国土を不必要に破壊することなく敵兵だけを殺傷することができることを強調し、同盟国への損害を考慮せず躊躇なく使うことができる核兵器としてソビエト連邦に圧力をかけることによってソビエトの侵攻を阻止できると考えていたが、1977年6月6日付のワシントン・ポスト紙が建造物を温存して人命だけを奪う兵器として中性子爆弾（Neutron Bomb）という用語を用いて非人道的というニュアンスをこめて軍の開発を報じたため、ランスは一時悪評を得ることとなった。アメリカ議会は1977年7月13日にER弾頭の生産資金を承認したが、当時のジミー・カーター大統領は1978年4月に政治判断で中性子弾頭の製造を延期した。その後大統領が代わり1981年8月10日、ロナルド・レーガン大統領は、カーター大統領が定めた方針を覆してミサイルと砲弾の弾頭として中性子爆弾の生産を認可、製造が開始された。しかしながら、ER弾頭はアメリカ合衆国内に留め置かれ、海外に移送されることはなく、使用に関しても厳しい制限が設けられ、決して野戦部隊に持たされることはなかった。

## 運用
ランスのミサイル製造は1970年9月に承認され、1972年6月30日に最初のランス訓練大隊がオクラホマ州フォート・シルで活動を開始し、アメリカ陸軍で訓練が開始されたことになっているが、それよりも前の1971年頃に韓国でもミサイル開発を強行する北朝鮮の動きを牽制するためにXRL構成のランスを配備して訓練を繰り返していた。ランスの訓練の公開が条件付きで承認されたのが1972年6月29日であるから、これは非公式な配備と見られる。
最初の正式なランス大隊である第333野戦砲兵連隊第1大隊は1973年9月に在欧アメリカ陸軍（USAREUR）に配備された。その時、ランス・システムは初期作戦能力（Initial Operational Capability, IOC）を獲得した。1975年9月に在欧アメリカ陸軍のランス配備が完了し、サージェント4個大隊とオネスト・ジョン14個大隊との置き換えが完了した。当初韓国に配備予定だった8番目のランス大隊が1975年11月フォート・シルで活動を開始して戦略軍大隊（Strategic Forces Battalion）に指定されたことでアメリカ陸軍のランスの配備が完了し、ヨーロッパに6個大隊、アメリカ合衆国内に2個大隊の計8個のランス大隊があった。ランスはまた、通常弾頭型が対外有償軍事援助（foreign military sales, FMS）により1975年3月にイタリアへの全規模配備が行われたのを皮切りにNATO加盟国（イタリア、イギリス、ドイツ連邦共和国（西ドイツ）、ベルギー、オランダ）およびイスラエルに輸出され、1976年9月30日の時点でランスのFMSによる総売上数は、発射機76基、ミサイル903基にのぼり、10個大隊規模に達した。これに伴い、1976年10月29日にLTVは、360基の通常弾頭型ランスの追加生産契約を受注した。
ランス・ミサイルの燃料供給任務は、アラバマ州アニストン陸軍兵站部（Anniston Army Depot, ANAD）に1965年8月17日に割り当てられ、その供給活動は1967年5月1日に始まったが、燃料の非対称ジメチルヒドラジン（UDMH）不足に陥り、1975年6月30日時点で300基のランス・ミサイルが燃料を充填できないままになっていた。国防総省の配分は限られていたことに加えANADのランスの大量消費による不足状態は、2年間解消されなかった。

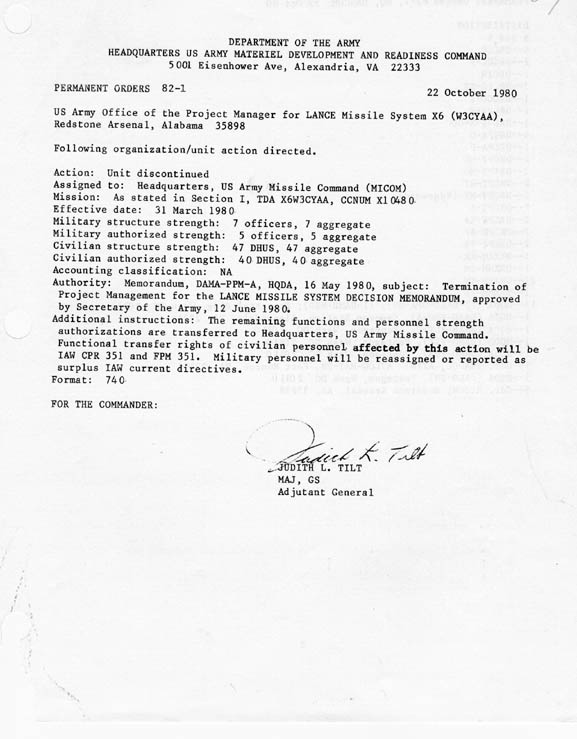
MAMPでのランスに関する活動の停止を指示する陸軍省の1980年10月22日付の命令書

アメリカ陸軍への通常弾頭型のランスの配備は1978年5月に始まり、1980年9月に完了したが、その後まもなくの1980年10月1日にMAMPにおけるランスの製造が終了し、同プラントはアメリカ陸軍TARCOM（Tank and Automotive Materiel Readiness Command）へ移管された。また、ランスの修理用部品の製造はダラスのLTVへ移され、ANADも燃料供給活動を同日に終えた。
当初、ランス・システムは1980年代中頃に引退する予定だったが、1990年まで延長された。陸軍省は、核兵器用ランスの保管寿命を1995年まで延長することを1985年6月に決定したが、1991年9月27日に、ジョージ・H・W・ブッシュ大統領は単独で戦術核兵器の削減を発表した。それに続いて同年10月5日にソビエト連邦のミハイル・ゴルバチョフ大統領によって同様の発表がなされた。しかしながら、その後まもなくソ連が崩壊したため、後にこの核軍縮合意が再確認され、1992年2月1日にブッシュ大統領とロシアのボリス・エリツィン大統領がワシントンで冷戦の終結を宣言した。また、1992年5月23日にアメリカ合衆国、ロシア、ベラルーシ、カザフスタンおよびウクライナが条約に調印した。
ランスの退役は1991年から始まり、最後のランス大隊が1992年6月30日にオクラホマ州フォート・シルで解散したことで完了した。1991年に通常弾頭のみ搭載可能な新型のMGM-140 ATACMSが使用可能になったため、このような迅速な退役が可能となった。ランスは、1986年9月からのMIM-104 パトリオットのPAC（Patriot Anti-TBM Capacility）システムの標的として既に使用されていたが、1993会計年度に前記の核軍縮条約に従ってランスは非武装化され、標的としての用途が再設定された。システムに対する責任は、MICOM総合資材管理センター（Integrated Materiel Management Center, IMMC）からWSMDに移され、ランス非武装化プログラムは、1995年7月にスコットランドのビショップトンで完了した。余剰となったランス・ミサイルは標的用として保管され、他の運用国における解体費用を回避することとなった。

## 各型
XMGM-52A
当初の要求仕様に基づいたランス。性能は要求を満たしていたが、生産には至らなかった。
XMGM-52B
射程延長型ランス（XRL）。
MGM-52C
生産型ランス。

## 仕様

### MGM-52C
Designation-Systems.Net
- 全長：6.1（20ft）
- 直径：0.56m（22in）
- 発射重量：1,290kg（2,850lb）
- 機関：ロケットダイン 液体燃料ロケット・モーター
推力（ブースター）：186 kN（42,000lb）
推力（サステナー）：最大 20kN（4,400lb）で可変
- 速度：M3
- 到達高度：45km（150,000ft）
- 射程：125km（75miles）
- 弾頭
W70 熱核弾頭（核出力：1-100kt）
W70 Mod 3 放射線強化型熱核弾頭（中性子爆弾）（実戦配備はない）
M251 クラスター弾頭（M40 小型爆弾使用）

## 登場作品
『FUTURE WAR 198X年』
イギリス軍に配備されているC型がワルシャワ条約機構群の部隊に向けて発射される。このミサイル特有の発射時の煙も再現されている、同時にM113改造のM752 ランスミサイルランチャーも登場した。
『ニセコ要塞1986』『十和田要塞1991』
IBM軍（日本列島防衛軍）の装備として登場。「ニセコ要塞～」では札幌市内南部に侵攻したスミノフ軍に対して、ニセコ要塞から核弾頭を装備して発射され、「十和田要塞～」でも同じくスミノフ軍に対して使用されるが、スミノフ軍の核攻撃により部隊が壊滅し、それ以降は使用されていない。